# حوضچه

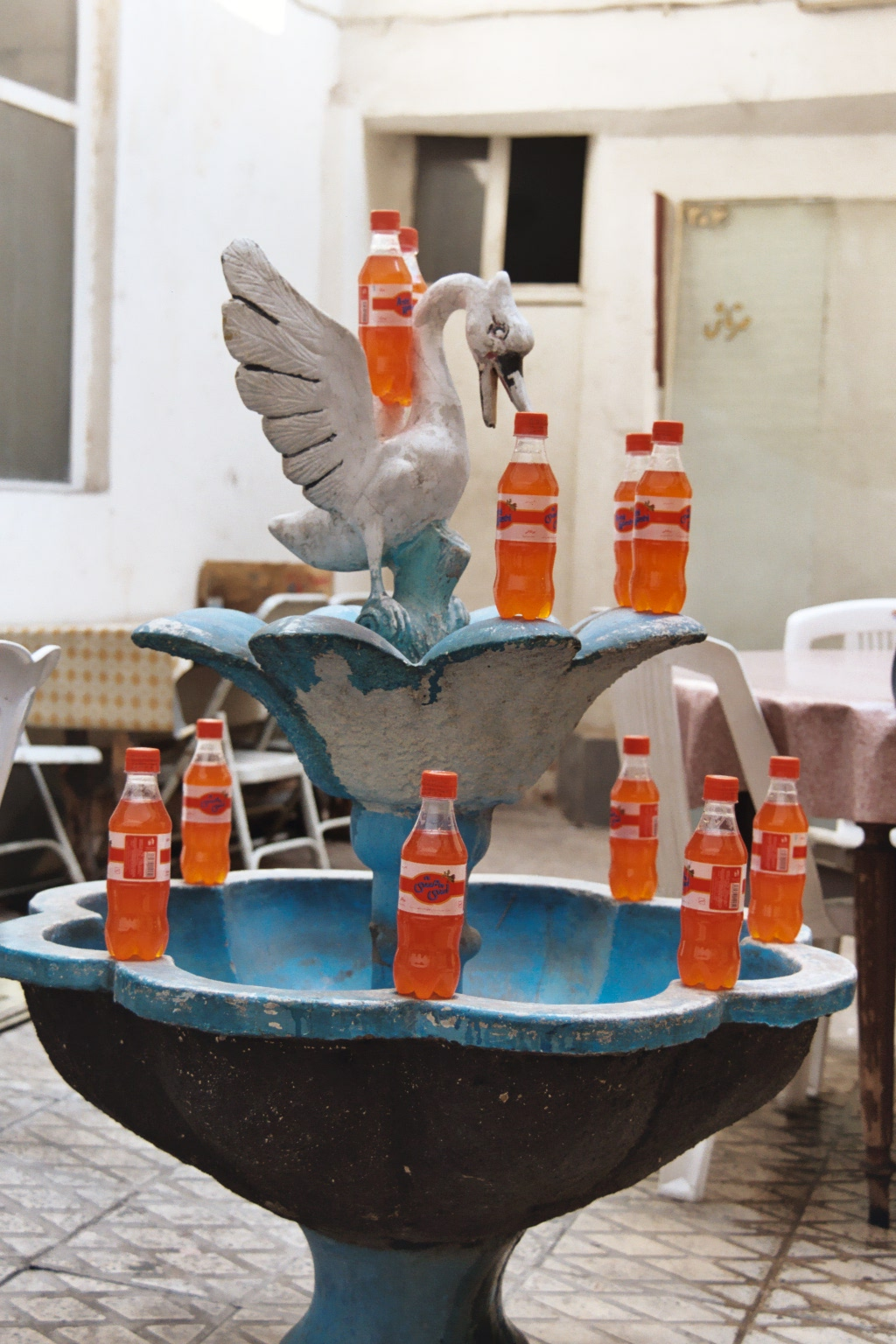
یک حوضچه تزئینی در حیاط یک جگرکی در بازار تجریش شمیران

حوضچه بر دو نوع است: طبیعی و مصنوعی. به آبگیرهای کوچک در مسیر رودها یا چشمه‌ها حوضچه طبیعی گفته می‌شود. حوضچه مصنوعی یک آبگیر کوچک بتونی یا سنگی است که معمولاً فواره‌ای هم در وسط دارد و برای تزئین یا خنک‌سازی محیط در حیاط‌ها یا میدان‌ها کار گذاشته می‌شود.
در قدیم گل و لای سیاهی که در ته حوض و حوضچه و جوی و تالاب ته‌نشین می‌شود را غریزن و غریژنگ می‌گفتند.